# Aleksandr Nesmejanov
Aleksandr Nikolajevitsj Nesmejanov (Russisch: Александр Николаевич Несмеянов, Engelse transliteratie: Alexander Nicolayevich Nesmeyanov) (Moskou, 9 september 1899 - aldaar, 17 januari 1980) was een Sovjet-Russisch scheikundige, gespecialiseerd in de synthese van organometallische verbindingen. Nesmejanov studeerde in 1922 af aan de Staatsuniversiteit van Moskou, waar hij docent, hoogleraar en uiteindelijk rector werd (1948-1951).
Hij was lid van de Academie van Wetenschappen van de USSR, en was van 1951 tot 1961 president van de Academie. Zijn terugtreden in 1961 was officieel op eigen verzoek, maar mogelijk in werkelijkheid om politieke redenen. Nesmejanov had niet lang daarvoor laten blijken niet erg gelukkig te zijn met de oprichting van een Staatscommissie voor de Coördinatie van Wetenschappelijk Onderzoek, waarmee de Academie haar traditionele positie als belangrijkste sturende orgaan in het wetenschappelijke programma van de Sovjet-Unie kwijtraakte. Hij werd als president opgevolgd door Mstislav Keldysj (Keldysh), een protegé van Chroesjtsjov, die actief was in het ruimtevaartonderzoek van de Sovjet-Unie. In 1962 kreeg hij de Gouden Lomonosov-medaille uitgereikt door de Academie van wetenschappen van de USSR.
Nesmejanov kreeg twee maal de onderscheiding van Held van de Socialistische Arbeid. Het A.N. Nesmeyanov Institute for Organoelement Compounds van de Russische Academie van Wetenschappen is naar hem genoemd, alsmede een onderzoeksschip (Akademik Alexander Nesmeyanov) van het Instituut voor Mariene Biologie van de Academie.